# Ferrovia Nagaragawa
La Ferrovia Nagaragawa (長良川鉄道?, Nagaragawa tetsudō), chiamata anche con la sua abbreviazione Nagatetsu (長鉄?), è una compagnia ferroviaria giapponese del terzo settore con sede nella città di Seki, nella prefettura di Gifu.

## Storia
Nel giugno 1984 le  Ferrovie Nazionali Giapponesi annunciarono la loro intenzione di chiudere la linea Etsumi-nan a causa della mancanza di redditività. Vari enti locali della regione trattarono con il Ministero dei Trasporti e con le Ferrovie dello Stato (che erano in fase di privatizzazione) per far in modo che la tratta fosse trasferita ad una compagnia ferroviaria del terzo settore. A questo scopo, il 28 agosto 1986 fu fondata Ferrovia Nagaragawa e iniziò le operazioni ferroviarie l'11 dicembre dello stesso anno.

## Linee ferroviarie
L'azienda gestisce un'unica linea, che attraversa la valle del Nagara.
- linea Etsumi-nan (越美南線?):	Mino-Ōta – Hokuno (72,1 km,	38 stazioni)

## Materiale rotabile
- Serie Nagara 300
  - Due vetture della serie Nagara 300 sono state trasformate nel 2016[3] con l'aiuto del designer Eiji Mitooka per viaggi turistici speciali (Nagara). La carrozza 301 è stata rinominata Mori-go, mentre la carrozza 302 Ayu-go[4].

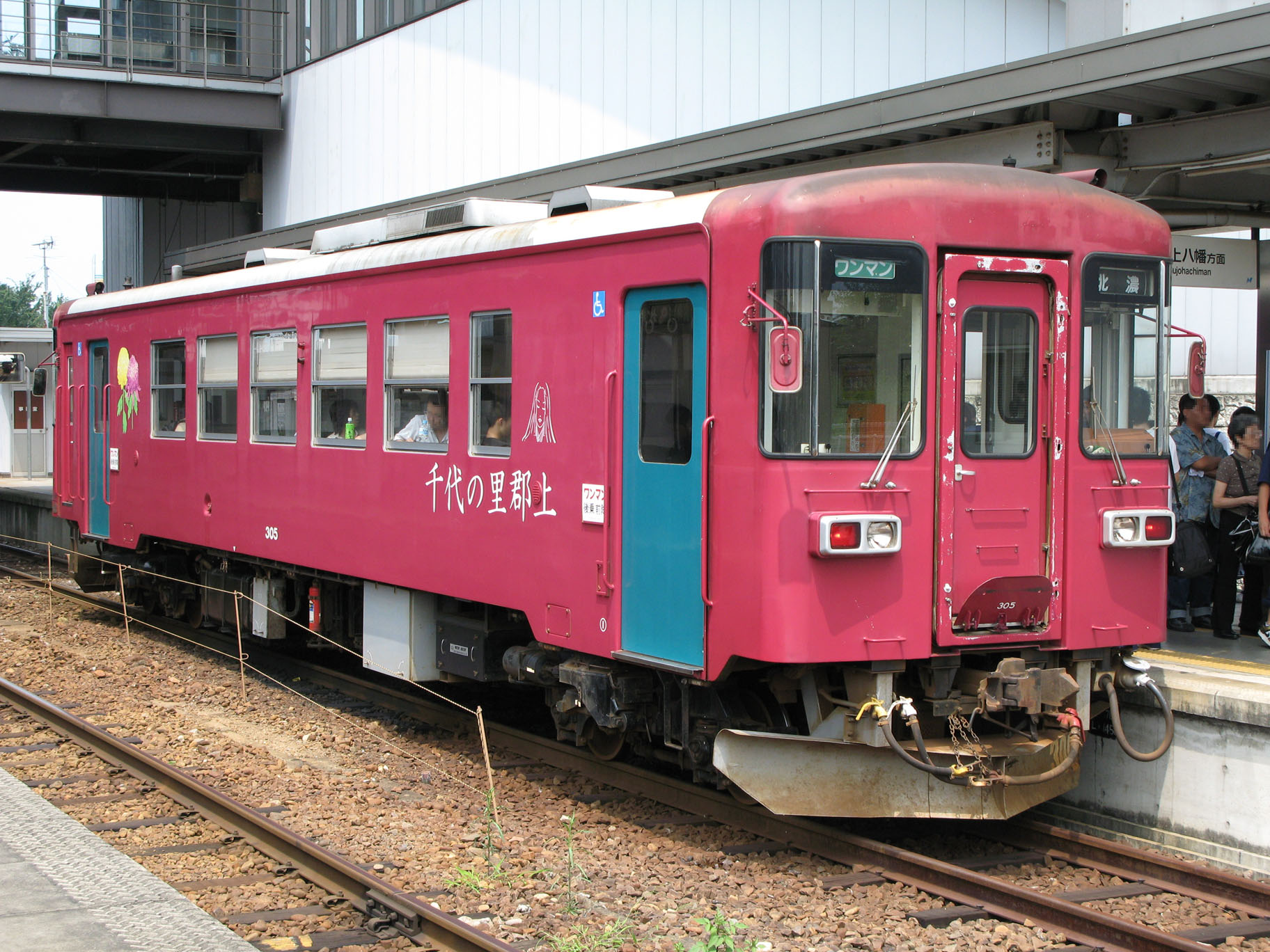
Serie Nagara 300（2007）
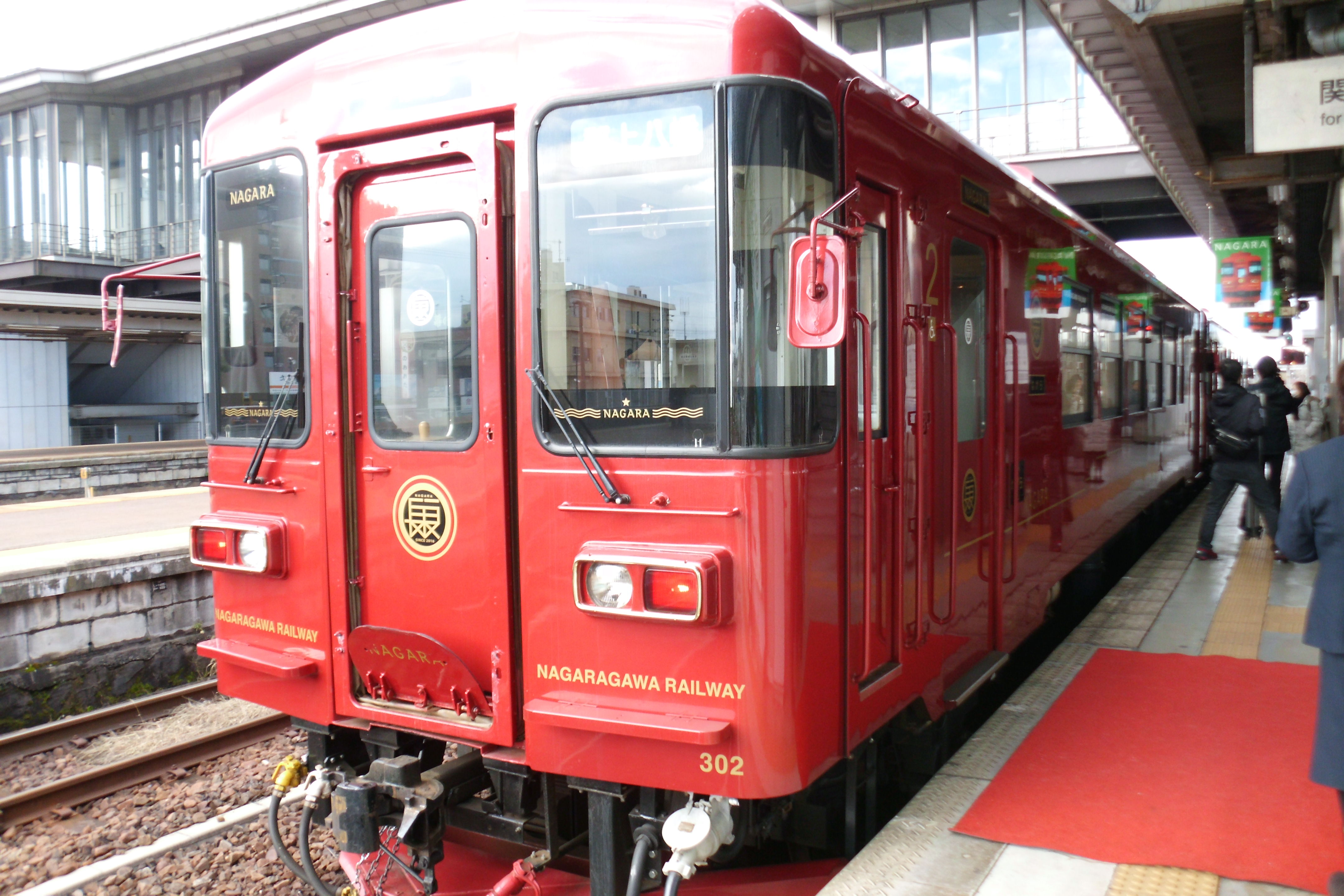
Serie Nagara 300, vettura 302 (Ayu-go)(2016)

- Serie Nagara 500
  - Nel novembre 2017 è stato annunciato che una vettura della serie Nagara 500 sarebbe stata trasformata nella terza carrozza del treno turistico "Nagara". Rinominata Kawakaze-go[5][6], ha iniziato a circolare il 18 aprile 2018, in partenza dalla stazione Seki[7][8]. È progettata in modo tale che i tavoli possano essere facilmente rimossi in modo che il veicolo possa essere utilizzato anche durante il normale funzionamento nelle ore di punta.

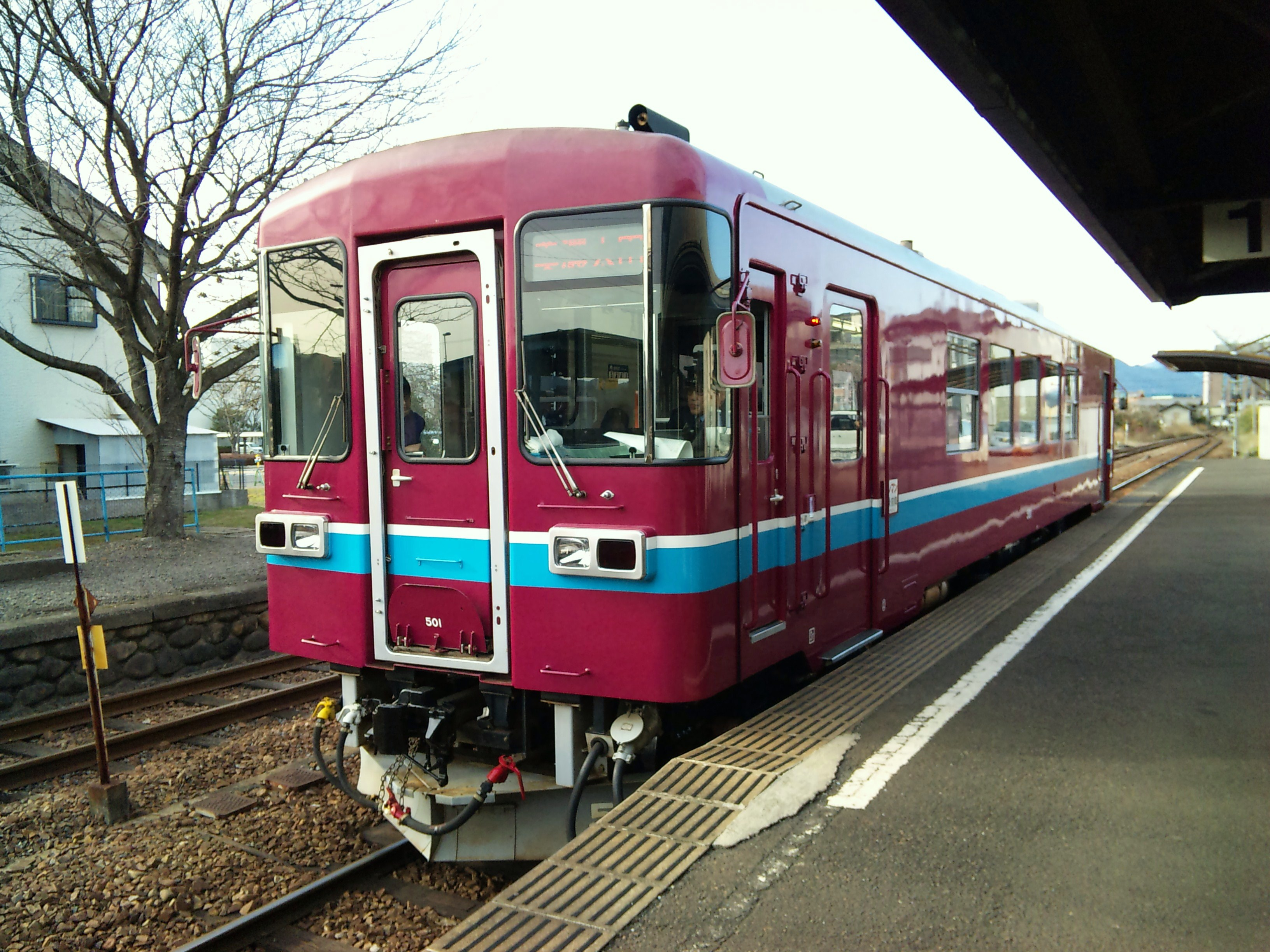
Serie Nagara 500 (2009)
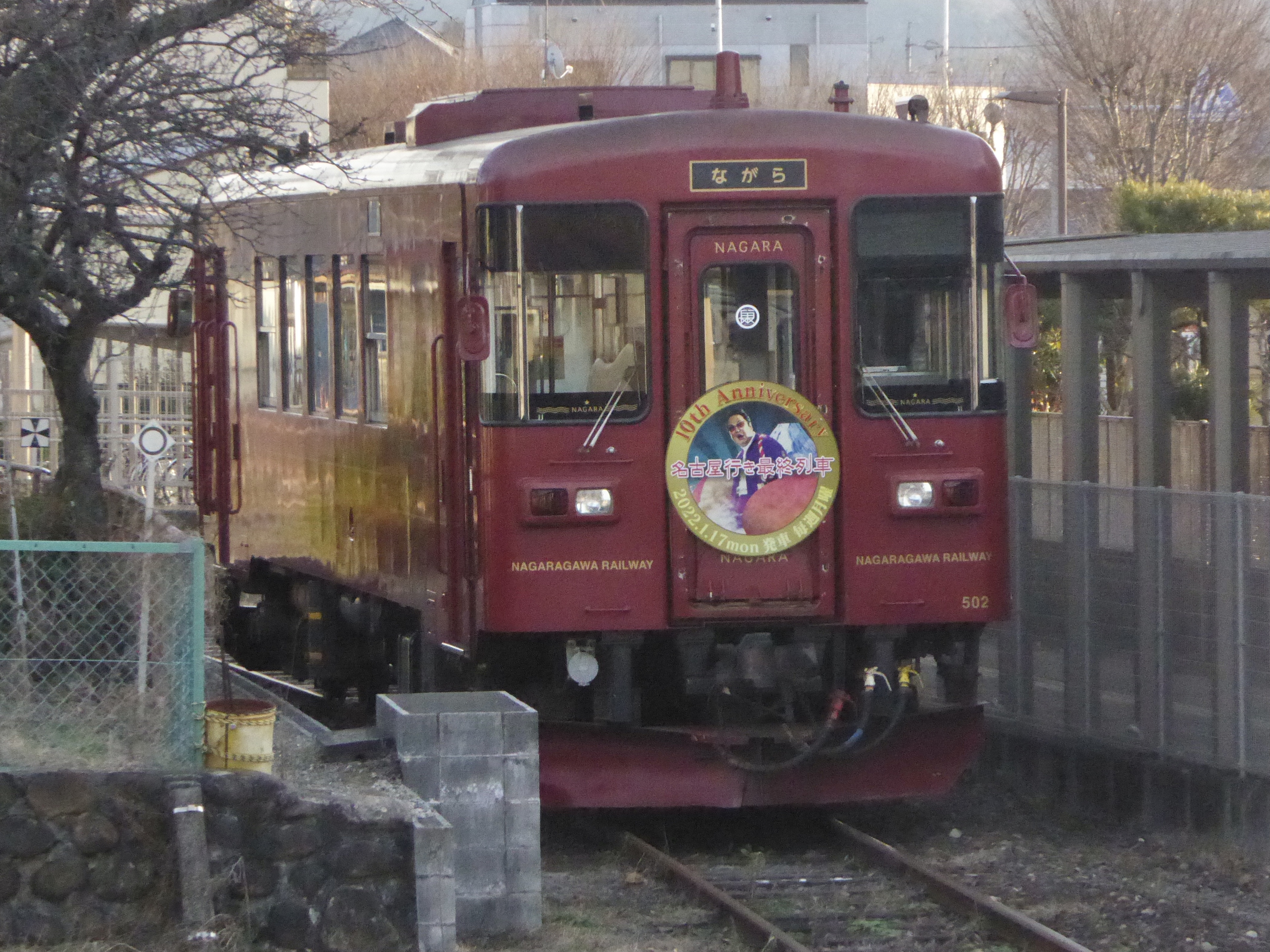
Serie Nagara 500, vettura 502 (Kawakaze-go) (2022)

- Serie Nagara 600

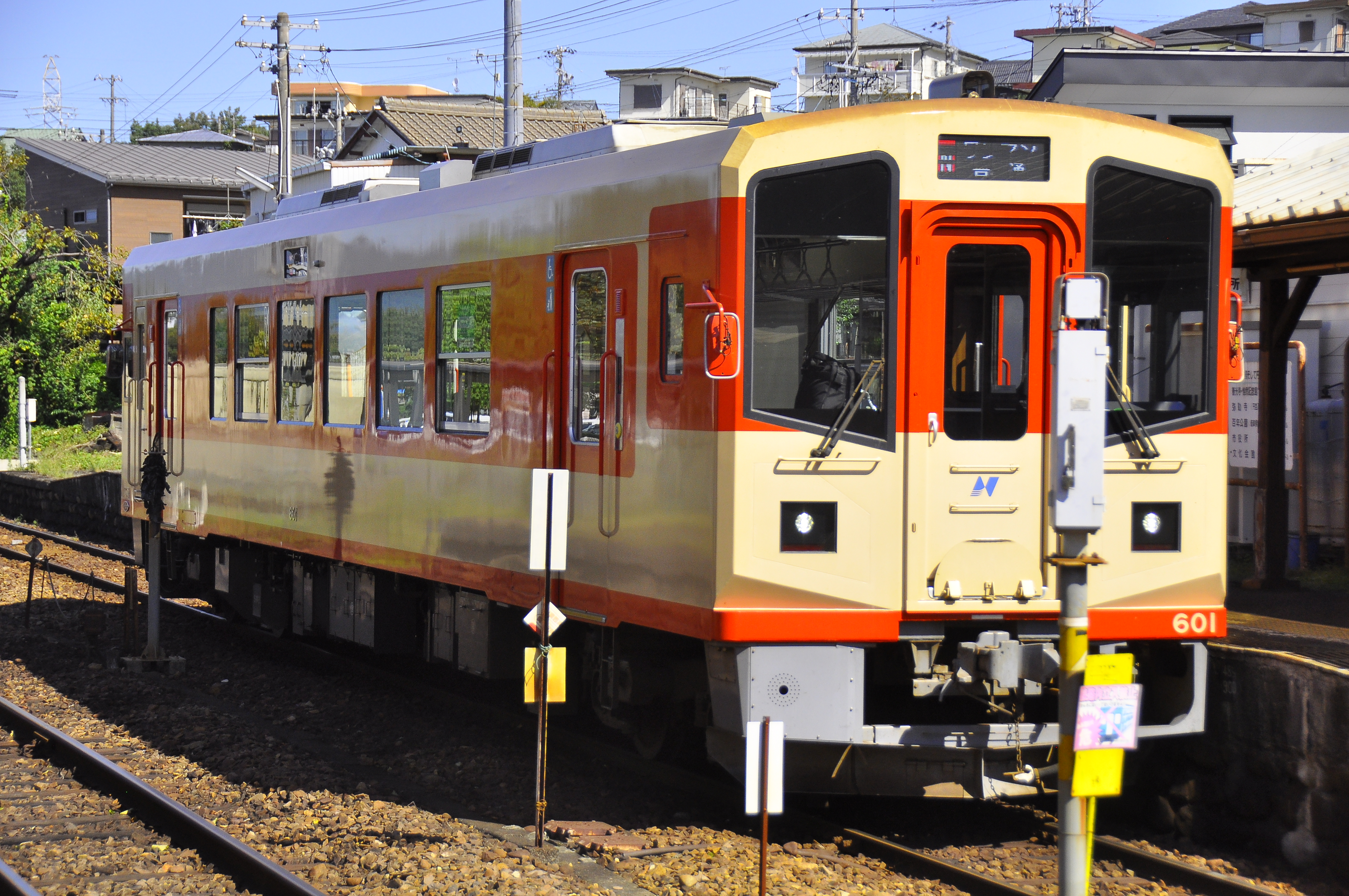
Serie Nagara 600 (2023)
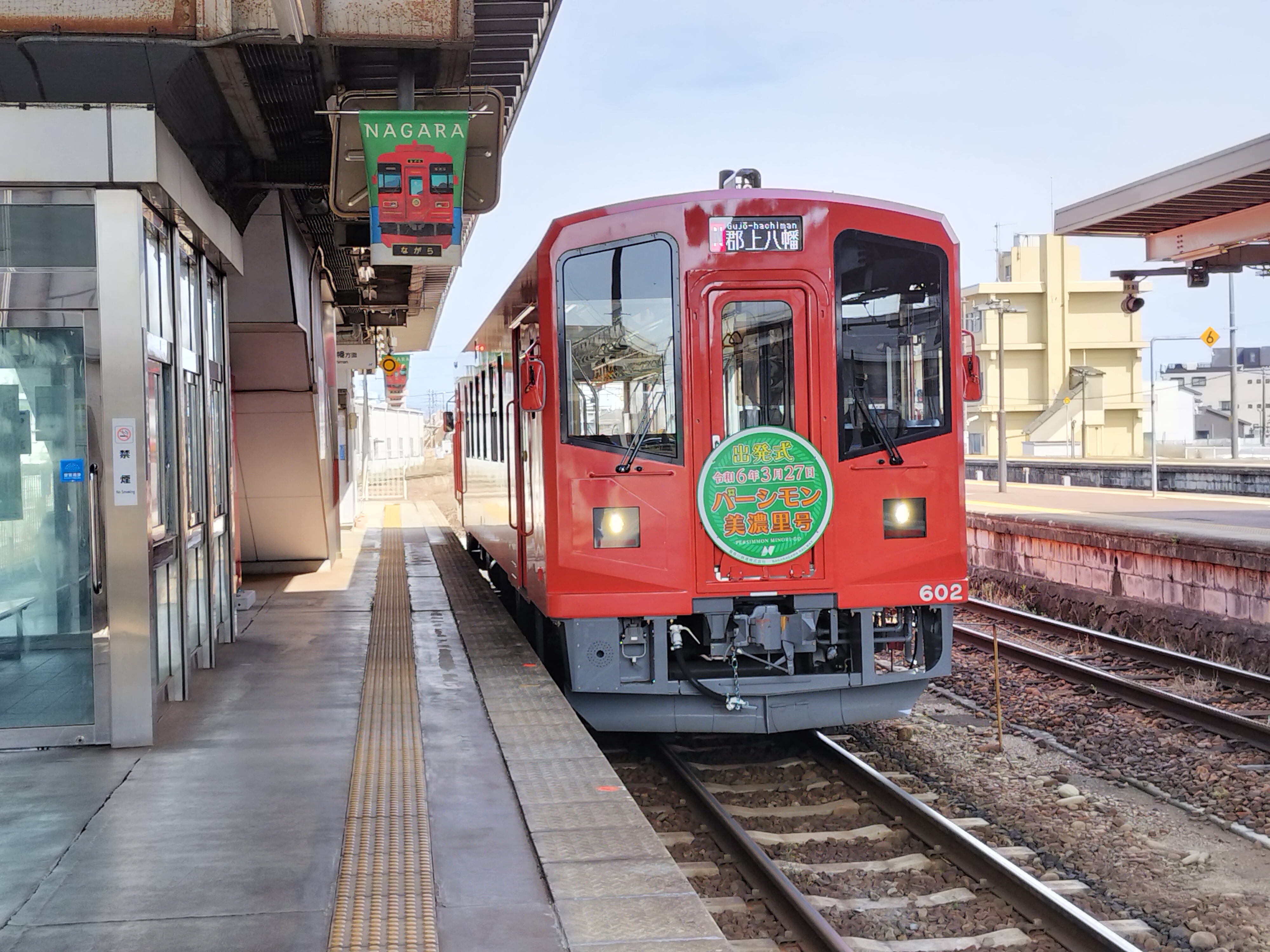
Serie Nagara 600, vettura 602 (2024)